# Lliga General dels Caucus Catòlics Romans
La Lliga General dels Caucus Catòlics Romans (en neerlandès Algemeene Bond van Roomsch-Katholieke Kiesverenigingen) fou un partit polític neerlandès format pels catòlics neerlandesos com a federació dels seus caucus electorals, que eren el 90% a Limburg i Brabant del Nord.

## Història
El 1848 foren prohibides organitzacions i demostracions religioses i la jerarquia catòlica no fou reconeguda, fent protestantisme nacionalista. Fins al 1890 els principals aliats dels catòlics foren els liberals, partidaris de la llibertat religiosa. Els catòlics eren dividits entre el progressista Schaepman i el conservador Bahlman. Però a partir del 1880 es desil·lusionaren de l'aliança, i a partir de 1888 s'aliaren amb el Partit Antirevolucionari per formar part del govern d'Aeneas Mackay. Això va propiciar la creació d'un nou partit el 1896, quan els catòlics es presentaren a eleccions amb un sol programa, escrit per Schaepman, inspirat en l'encíclica Rerum Novarum, basada en el corporativisme, l'antisocialisme i la protecció dels treballadors amb seguretat social.
Fins al 15 d'octubre de 1904, però, no es formà la Lliga amb la unió de tots els caucus i parlamentaris. A les eleccions legislatives neerlandeses de 1905 es presentà com a tal i va obtenir 25 candidats. Entre 1908 i 1913 va governar amb el Partit Antirevolucionari i la Unió Cristiana Històrica (govern Heemskerk), i recuperà el poder després del desastre dels liberals a les eleccions legislatives neerlandeses de 1918, quan per primer cop un catòlic, Charles Ruijs de Beerenbrouck, fou nomenat primer ministre.
Això provocà algunes escissions, com el 1922 la del Partit Popular Catòlic Romà. El govern catòlic va caure el 1923 quan 10 dels seus propis diputats no van voler votar el pressupost, i el seu successor, Hendrickus Colijn, va caure el 1925 quan els partits protestants no van voler votar a favor de restablir relacions amb la Santa Seu. El 1926 la Lliga canvià la seva estructura per tal d'esdevenir partit de masses i es transformà en Partit d'Estat Catòlic Romà.

## Resultats electorals
| Any  | Líder                | Vots    | %     | Escons   | +/- | Govern   |
| ---- | -------------------- | ------- | ----- | -------- | --- | -------- |
| 1905 | Maximilien Kolkman   | 87,409  | 14.98 | 25 / 100 | Nou | Oposició |
| 1909 | Jan Loeff            | 76,087  | 12.77 | 25 / 100 | =   | Coalició |
| 1913 | Willem Hubert Nolens | 122,969 | 16.00 | 25 / 100 | =   | Oposició |
| 1917 | Willem Hubert Nolens |         |       | 24 / 100 | 1   | Oposició |
| 1918 | Willem Hubert Nolens | 402,962 | 30.03 | 30 / 100 | 5   | Coalició |
| 1922 | Willem Hubert Nolens | 874,745 | 29.86 | 32 / 100 | 2   | Coalició |
| 1925 | Willem Hubert Nolens | 883,333 | 28.63 | 30 / 100 | 2   | Coalició |